# Џон Зорн
Џон Зорн (енгл. John Zorn); (Њујорк, 2.септембар 1953) амерички је композитор, аранжер, продуцент, саксофониста и мулти-инструменталиста са великим бројем албума иза себе на којима наступа као извођач, композитор и продуцент и то у различитим жанровима, укључујући авангардни џез, рок, хардкор, метал, клецмер, филмску музику, амбијенталну и импровизацију.